# Juan Esteban Francisco Mestivier
Juan Francisco Esteban Mestivier (en francés: Joseph François Etienne Mestivier) fue un Sargento Mayor de Artillería nacido en Francia al servicio de la provincia de Buenos Aires, nombrado como Comandante Civil y Militar de las islas Malvinas y adyacentes al Cabo de Hornos en el Océano Atlántico en 1832 para imponer orden luego de la incursión y ataque del USS Lexington a Puerto Soledad el año anterior. Ejerció el cargo pocos meses, ya que falleció asesinado en un motín, lo que agudizó el estado crítico de la colonia argentina antes de la ocupación del territorio por parte del Reino Unido en 1833.
Su esposa dio a luz a su único hijo en Puerto Soledad, convirtiéndose el pequeño en uno de los varios malvinenses argentinos que nacieron antes de 1833, incluyendo a Matilde Vernet y Sáez.

## Biografía

### Primeros años
Muy poco se conoce con certeza sobre los primeros años de Mestivier. Él era de origen francés, nacido en Blois, en la región Centro. El historiador argentino Paul Groussac (también de origen francés) se refiere a él como Jean o Juan, incluso algunas fuentes se refieren a él como José, reflejando una costumbre de castellanización de nombres cristianos. En la literatura argentina suele nombrarse simplemente Esteban Mestivier.
Mestivier formó parte del ejército de Napoleón Bonaparte y decidió, luego de la caída del emperador, continuar su carrera militar en la Argentina. Llegó a la región del Río de la Plata en 1827. Existen registros de Mestivier sirviendo en las campañas contra los malones de los aborígenes en la provincia de Buenos Aires cerca de Bahía Blanca. En su momento era el límite sur de las Provincias Unidas de Sudamérica, precursor de lo que hoy es Argentina. En el Séptimo de Caballería se desempeñó como primer teniente, fue ascendido a Capitán en 1828 y a Sargento Mayor en 1829, obteniendo la equiparación por su actuación en la campaña de Bahía Blanca con el apoyo de Ramón Estomba. El grado de Sargento Mayor se ubicaba en Oficiales Jefes, inmediatamente superior a Capitán (perteneciente a Oficiales) e inmediatamente inferior al Teniente Coronel.
Se casó con Gertrudis Sánchez (nacida en 1810 en Buenos Aires) el 15 de octubre de 1830 en la Iglesia del Pilar, viviendo en Buenos Aires en la calle Reconquista.

### Comandante de Malvinas

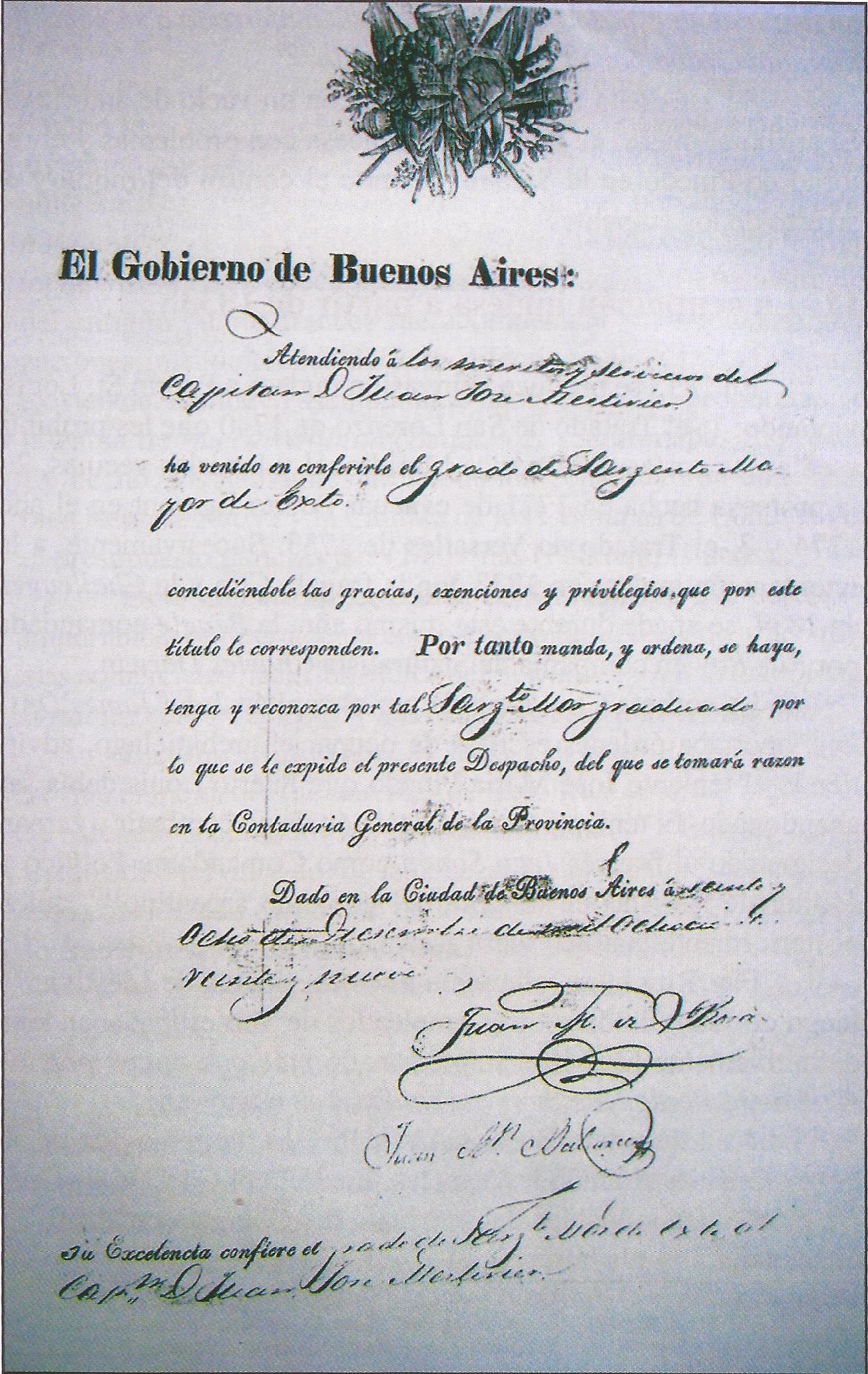
Legajo nombrando a Esteban Mestivier con el grado de Sargento Mayor por Juan Manuel de Rosas en 1829.

Tras el asalto del USS Lexington de 1831, Luis Vernet se negó a continuar como comandante político y militar de las Islas Malvinas. Igualmente regresó a Puerto Soledad tras el ataque, sin recursos para reconstruir la colonia y para dotarla de las defensas necesarias, y continuó la planificación de la reconstrucción. Regularmente solicitaba que el gobierno de Buenos Aires le asignara recursos humanos y armamento, pero no obtuvo ninguna respuesta formal. El gobernador de Buenos Aires (las Malvinas formaban parte de dicha provincia) Juan Manuel de Rosas y el Ministerio de Guerra y Marina nombraron por decreto a Mestivier como comandante civil y militar interino, el 10 de septiembre de 1832. Esto fue confirmado posteriormente por la gazeta British and Argentine Packet News el 15 de septiembre de 1832.
Por escrito, recibió instrucciones para el ejercicio de sus funciones, así como los pasos de seguir si hubiese una incursión extranjera: «en caso inesperado de ser atacado hará la resistencia que se espera de su honra y conocimientos...». Rosas también le dio la instrucción de orientar a los colonos a las tareas agrícolas. El gobierno porteño sospechaba de una posible incursión británica. Antes de partir hacia las islas, Mestivier recibió la visita de Vernet en su casa en Buenos Aires. Vernet le pidió cuidar los intereses de su empresa. La familia de Mestivier también recibió a la familia de Vernet. María Sáez le dio consejos a Gertrudis, en ese entonces apenas tenía 22 años, sobre la vida en las islas y le presentó a la pequeña Matilde. Mestivier estaba muy contento y orgulloso con su nombramiento y tenía conocimientos sobre la historia de las islas. Admiraba a Louis Antoine de Bougainville por ser francés y fundar el primer asentamiento humano de las islas.

Tomará [el nuevo comandante] las medidas conducentes y pondrá todo esmero en que los habitantes se dediquen a la siembra de maíz, papas, porotos y otros vegetales [plantíos de árboles] que se dan en aquel clima [...] En el caso impensado de ser atacado el punto que manda, hará la resistencia que se espera de su honor y conocimientos para dejar bien puesto el honor de la República [...] Se encarga con especial recomendación al comandante todo el esfuerzo posible para que se mantengan la moral y decentes costumbres, tanto en la tropa como en los demás pobladores, cuidando de promover la Religión Católica del Estado por medio de prácticas piadosas, como hacer rezar el Rosario de la Santísima Virgen en todas las noches y en los domingos y días de fiesta destinar dos horas a la enseñanza de la doctrina cristiana por el Catecismo del Padre Astete que se usa en esta Provincia, instruyendo de ese modo al pueblo en los dogmas y preceptos de nuestra Religión.
Juan Manuel de Rosas a Esteban Mestivier.

El anuncio y sus publicaciones, provocaron que el representante del Reino Unido en Buenos Aires, Henry Fox, realizara una protesta ante el gobierno rioplatense el 28 de septiembre, similares a las que Woodbine Parish había hecho por el nombramiento de Vernet en 1829. Ambas protestas británicas fueron ignoradas por los porteños. En respuesta, y sumando con la incursión estadounidense, el gobierno británico ordenó enviar una patrulla naval para ocupar las islas por la fuerza. Cuando Francis Baylies, encargado de negocios de Estados Unidos en Buenos Aires, tomó conocimiento del nombramiento de Mestivier, y a punto de retornar a Estados Unidos (expulsado por el gobierno argentino), calificó el nombramiento del nuevo comandante de Malvinas como un acto «ineficaz» y una «negación directa» de los reclamos británicos, y afirmó que el Reino Unido «(...) no podrá renunciar a un derecho de carácter tan elevado y tan bien fundado como el suyo en favor de esta insignificante nación [Argentina] para que sea utilizada con fines de piratería».
Baylies también conjeturó posteriormente sobre la sublevación contra Mestivier, diciendo que esta medida obligaría a Gran Bretaña a «actuar decisivamente» sobre la soberanía de las islas. De hecho, los británicos habían estado siguiendo atentamente los acontecimientos de la colonia de Vernet desde sus inicios. Ellos afirmaban que había preocupación de que la anarquía llegara a las islas y se convirtiera en una base para piratas.

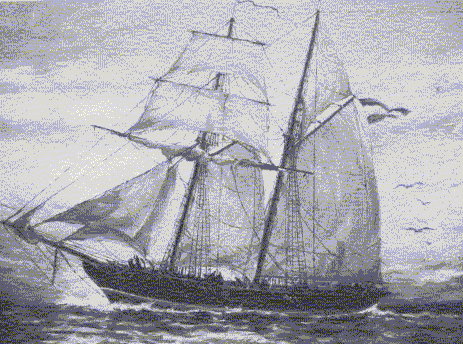
Goleta Sarandí.

Juan Manuel de Rosas también había ordenado el envío de una fuerza militar, al mando de José María Pinedo con la goleta Sarandí. El 23 de septiembre de 1832, Mestivier partió a bordo de la goleta ARA Sarandí comandada por José María Pinedo, acompañado por su esposa embarazada y una guarnición de 25 hombres del Regimiento de Patricios, junto con sus esposas e hijos, al mando del teniente primero Gomila. Esta pequeña guarnición incluía prisioneros por delitos comunes para servir en el ejército y crear una colonia penal en las islas. Algunos de los hombres de Vernet también tomaron pasaje entre ellos William Dickson y Enrique Metealf. El segundo y delegado de Vernet, Matthew Brisbane, actuó en calidad de piloto de la Sarandí. También se trasladaron a Malvinas cincuenta colonos con sus respectivas familias. A Pinedo le dieron las siguientes instrucciones:

Luego que esté desembarcado el Comandante [Mestivier] y su guarnición reunirá el Comandante de la Sarandí los oficiales del Buque de su mando y le dará posesión del Establecimiento, comprendiendo la isla de Soledad y las demás adyacentes hasta el Cabo de Hornos, enarbolando a bordo y en tierra el pabellón de la República y haciendo una salva de veintiún cañonazos. De esta posesión y del pormenor de las formalidades con que haya sido dada, firmará el teniente Coronel Don José María Pinedo una acta por triplicado [...]. Se pondrá de acuerdo con el expresado Comandante para facilitarle los auxilios que necesite para hacer respetar su destino y la comisión de que ve encargado suministrándole los víveres necesarios para el mantenimiento de su guarnición.

Al llegar, la colonia mostraba un aspecto aterrador y sombrío por el ataque estadounidense. Las casas y las huertas estaban destruidas, las veredas de piedras que había ordenado construir Vernet no existían. Solo había unos pocos pobladores desanimados. El capataz de Vernet, Jean Simón, acomodó a Mestivier y su esposa en la casa principal. Simón había hecho varios esfuerzos para acondicionarla porque había sido muy dañada. Como Simón era francés como Mestivier ambos establaron rápidamente una relación amistosa. El 10 de octubre de 1832, Mestivier realizó una ceremonia reclamando formalmente las islas para las Provincias Unidas del Río de la Plata. Se izó la bandera de Argentina y la Sarandí realizó la descarga de fusilería y la salva de veintiún cañonazos. Pinedo fue quién puso en posesión del cargo de Comandante a Mestivier. Luego Mestivier verificó si los colonos que se quedaron habían cuidado los intereses de Vernet y se dedicó a restituir el orden quebrantado, reasignando alojamientos y distribuyendo provisiones entre la media centena de colonos. Él estaba seguro de que podía controlar a la población y los presos y volver a hacer de ese lugar una colonia organizada.

### Asesinato
Mestivier era muy estricto y penaba con azotes la falta de disciplina de sus soldados, lo que significó el enojo de la guarnición militar. Pinedo partió con la Sarandí el 21 de noviembre en busca de barcos extranjeros que estuviesen operando ilegítimamente en las islas. Con la nave, garantía de autoridad porteña, lejos, el 30 de noviembre por la noche se produjo una sublevación en Puerto Soledad, en medio de la cual el comandante Mestivier fue asesinado a disparos y a bayonetazos por el sargento Manuel Sáenz Valiente en su propio hogar y en presencia de su esposa y su hijo pequeño, que se refugiarion. Gertrudis Sánchez imploraba por su vida, la de su marido y la de su bebé. Algunos relatos hablan de que Gertrudis estaba dando a luz en el momento del motín. Antes de fallecer, Mestivier había tratado de calmar a los sublevados. Unas cuatro personas ebrias se habían amotinado. El historiador Antonio Lastra indica que una pareja que dirigía el bar local también fue asesinada. Los amotinados luego robaron caballos y huyeron hacia el interior de la isla Soledad. Ellos creían que Mestivier era un «intruso» al cual no debían obedecer. Sáenz Valiente estaba detenido por orden de Mestivier y había sido liberado por sus cómplices la noche del motín.
Su cadáver fue arrojado en una zanja vecina y posteriormente fue enterrado en una tumba sin identificación. En el momento inmediato al motín ningún habitante se había animado a enterrarlo. El teniente primero José Antonio Gomila se instaló en la habitación del fallecido comandante; reinaba una anarquía total. Algunas fuentes indican que Gomila comandaba la tropa y tenía atribuciones de vicegobernador de Malvinas. La nave francesa Jean Jacques, que buscaba refugio, fue alertada de la situación e intentó restablecer el orden; al levar anclas, en una decisión desafortunada, el comandante francés dejó a cargo al propio Gomila. También intervino la tripulación de una nave inglesa, la Rapid. La esposa de Mestivier fue llevada a Buenos Aires en la Rapid.
La esposa de Mestivier anotó lo siguiente en su diario en el momento del asesinato:

Considero al ayudante Gomila como el principal autor de la muerte de mi finado esposo; el ha instigado a los que lo ejecutaron, y es tan evidente ese cargo, que no es extraño si usted ha tenido que atentar a mi honor para atenuarlo. Usted, que invoca la compasión de los jueces en favor de un culpable, tiene la inhumanidad de desgarrar el corazón de una inocente!...
Gertrudis Sánchez

El cadáver de Mestivier, dejado por varios días en la calle, había sido profanado por dos soldados. Gomila se quedó con el reloj del comandante. También se había instalado en la misma habitación que la viuda. La insultaba, festejaba frente a ella el asesinato y quemó papeles del Comandante. Cuando regresó a la colonia a finales de diciembre con la idea de celebrar Año Nuevo, Pinedo la encontró en total estado de insubordinación. Gomila salió a recibirlo en un bote pequeño y le contó rápidamente su versión de los hechos. Al bajar a tierra, Pinedo se enteró, por parte de la tripulación de la Rapid y los colonos, que Gomila había sido el instigador del asesinato. Simón, Meteaf y Ventura Pasos eran quienes lo habían acusado ante Pinedo. Por ser el siguiente oficial en rango, asumió el cargo de Mestivier, recompuso la cadena de mando, apresó a los rebeldes e inició las actuaciones sumarias del caso. Unos días después el orden había sido restaurado. Los rebeldes habían sido apresados con ayuda de Jean Simón, los peones gauchos de Vernet y de las tripulaciones del Rapid y del Jean Jacques. Fueron capturados en cercanías del establecimiento de Estancia, al sur de la colonia, y los encarcelaron en la Rapid. Gomila también fue arrestado. Pinedo seguía tratando de ordenar el caos en la isla cuando llegó el HMS Clio a ocupar las islas.

### Sucesos posteriores
La tragedia sucedida en Malvinas simplificó dramáticamente la invasión británica posterior: además de la inutilización de las defensas y fortificaciones argentinas de Puerto Soledad, de la destrucción de edificios y del robo de materiales a manos de la USS Lexington, el archipiélago se hallaba en medio de un caos administrativo, solo estaba defendido por una goleta y su escasa dotación, varios de sus soldados estaban presos y en estado de virtual insubordinación, y la mayoría de los habitantes eran colonos extranjeros que habían recibido recientemente la nacionalidad argentina: gran parte de ellos era de origen británico y dudarían antes de tomar las armas en contra de su país natal.
Luego de que el Reino Unido expulsara a la guarnición militar y población civil argentina, la Sarandí arribó al puerto de Buenos Aires el 15 de enero de 1833 con los prisioneros a bordo. Rápidamente se instanció un sumario para investigar lo acontecido desde la sublevación de noviembre hasta la reciente invasión británica y se instituyó un tribunal al efecto. El sargento Sáenz Valiente y seis cabecillas partícipes del asesinato de Mestivier fueron condenados al fusilamiento por el Consejo de Generales. Debido a su juventud e inexperiencia, Gomila obtuvo una pena leve: fue asignado «dos años con media paga en un fuerte bonaerense a su elección». Los seis acusados de la sublevación fueron finalmente ejecutados en el Campo de Marte, actual Plaza San Martín (en Retiro), a excepción de Gomila, que fue desterrado por cobardía. A Sáenz Valiente le cortaron su mano derecha antes de la ejecución. En el juicio, los sublevados justificaron el asesinato con la dura disciplina impuesta por Mestivier.
Las ejecuciones se llevaron a cabo el 8 de febrero de 1833, ante la presencia de gran público. Juan Ramón Balcarce, gobernador de Buenos Aires, dispuso que estuvieran presentes todos los militares que habían estado en las Malvinas. A las diez de la mañana, el sargento segundo José María Díaz, el cabo primero Francisco Ramírez y los soldados Bernardino Cáceres, Juan Antonio Díaz, José María Suárez, Juan Moncada y Manuel Sáenz Valiente, fueron pasados por las armas y colgados durante cuatro horas en la horca. Tres carros de madera se llevaron los cadáveres. Los soldados Mariano Gadea y Manuel Delgado, que habían profanado el cadáver de Mestivier, recibieron doscientos y cien palos dentro del cuartel. Gomila partió al exilio.
La clemencia demostrada a Gomila fue amargamente criticada por la viuda de Mestivier. Gertrudis, cuando regresó a Buenos Aires, se había encerrado con su bebé en casa de sus parientes. Su único consuelo era que se hiciera justicia. Ella escribió una carta pública al General Nicolás de Vedia, defensor de oficio de Gomilia durante su juicio:

Lamenta la muerte de un "desgraciado joven", que ha sufrido el "ignominioso peso de una barra de grillos", y no vacila en atropellar a la pobre viuda, para quitarle lo único que le queda, y que no está en poder de nadie arrebatarle -¡su honor!
Después de esto ¿qué hay de extraño si usted procura justificar los insultos de Gomila, atribuyéndolos a su edad, a su genio y a su cordura? y ¿Usted es padre de familia y anciano? No quiero, Señor Vedia, insistir más en este examen; y hubiera deseado para usted y para mí no hallarme en la precisión de emprenderlo.
Carta de Gertrudis Sánchez al General Vedia.

El diario El Lucero de Buenos Aires lamentó en una publicación que esos hombres no hubieran muerto en batalla. El diario decía que «si así hubiera ocurrido todavía flamearía la bandera argentina en Malvinas en lugar de la inglesa», haciendo referencia a la ocupación ocurrida en enero. El 11 de febrero, el General Vedia contestó la carta de la viuda de Mestivier a través del mismo diario. Allí Vedia le habla a Gertrudis con ironía, fundamentando la defensa de Gomila. Vedía decía que Gomila «en estilo de broma la solía abrazar [a Gertrudis]».